# دودة ألفية كروية
دودة ألفية كروية أو كروية الشكل (الاسم العلمي: Sphaerotheriidae)، فصيلة دويبات مفصلية من رتبة ألفية الأرجل الكروية العملاقة. أعطانها في إفريقيا الجنوبية.